# Bushrod Island
Bushrod Island ist eine Insel in Monrovia, der Hauptstadt Liberias. Sie liegt im Atlantischen Ozean und ist nur durch den schmalen Stockton Creek zwischen Mesurado River und Saint Paul River vom Festland getrennt.

## Hafen
Auf Bushrod Island liegt der Freeport Monrovia, der einzige künstliche Freihafen in ganz Westafrika. Da es das nationale Zentrum für Handel und Transport ist, hat es zahlreiche Unternehmen angelockt, die vorwiegend in den Bereichen Erdöl, Farbe, Thunfisch, Pharmazie und Zement tätig sind.

## Wichtige Gebäude
Bekannte Bauwerke auf der Insel sind zum Beispiel das Kapitol, das 1958 erbaut wurde, die Executive Mansion von 1964, die Stadthalle und der „Temple of Justice“.